# Mona (wyspa)

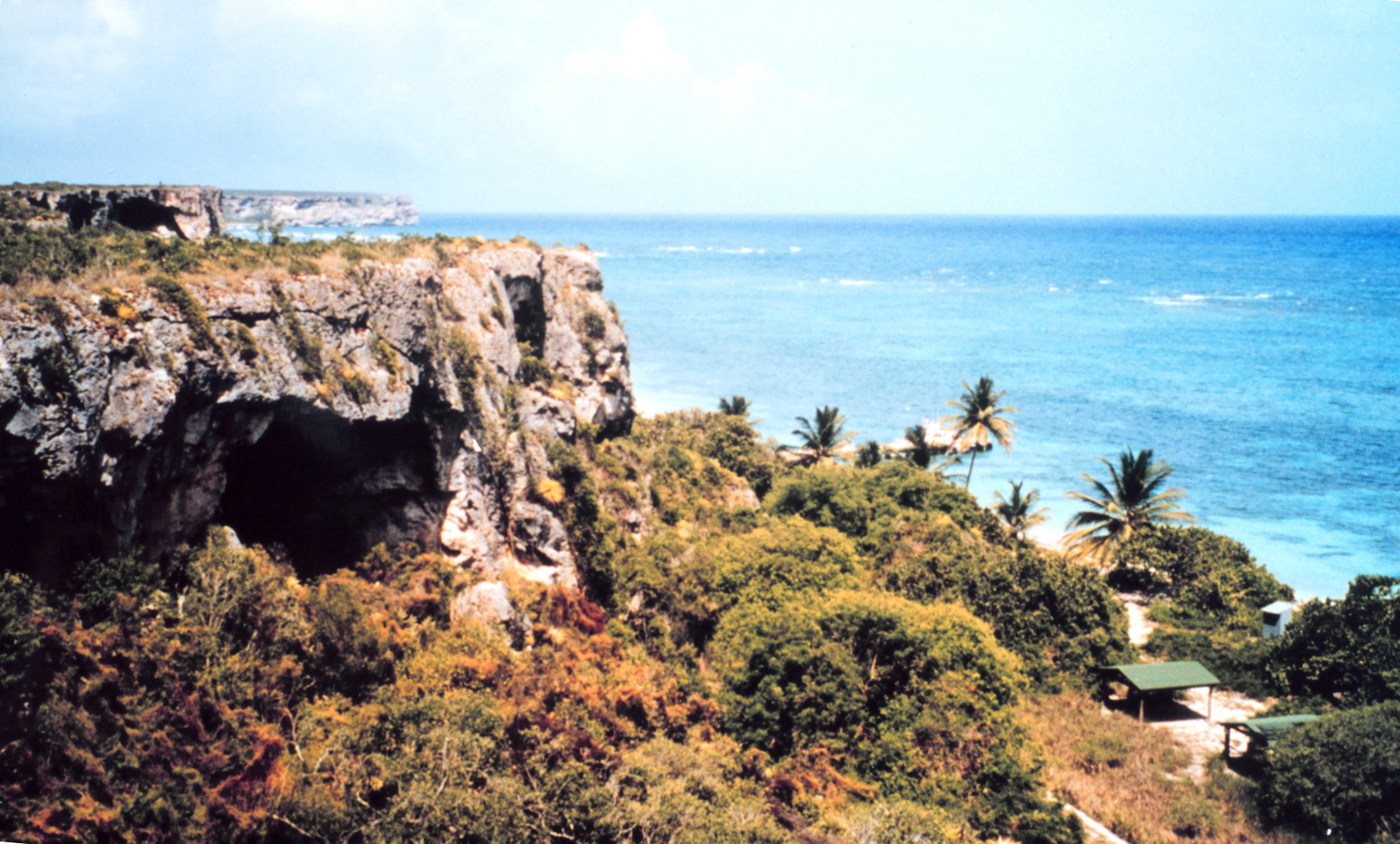
Wybrzeże wyspy

Mona (hiszp. Isla de Mona) – wyspa leżąca w Wielkich Antylach, wchodząca w skład Portoryka (państwa stowarzyszonego z USA), trzecia w tym terytorium pod względem powierzchni po wyspie Portoryko i wyspie Vieques. Znajduje się niemal dokładnie pośrodku między wyspami Haiti a Portoryko, w cieśninie Mona. Ma około 11 km w osi wschód-zachód i około 7 km w osi północ-południe. Zajmuje powierzchnię 57 km². Jest w całości rezerwatem przyrody i z tego powodu nie ma stałych mieszkańców. Przebywają tu jedynie pracownicy Departamentu Środowiska i Surowców Naturalnych Portoryko, której to instytucji podlega rezerwat.
Początkowo wyspa była zamieszkiwana przez Indian z plemienia Arawaków, a następnie Tainów, których na wyspie zastała ekspedycja Kolumba w 1493. W 1502 Nicolás de Ovando podjął próbę założenia na Mona stałej osady, którą w pewnym momencie zamieszkiwało ok. 2000 Hiszpanów. Z powodu niedostatecznej ilości ziemi uprawnej i nieregularnych dostaw żywności osadę opuszczono. Na wyspie pozostali jej pierwotni mieszkańcy – Tainowie.
Wyspę Mona penetrowali Anglicy, Francuzi i inne nacje kolonialne, lecz aż do XIX wieku nie była kolonizowana i służyła za schronienie piratom i korsarzom. W XIX wieku podjęto tu eksploatację złóż guana, którą porzucono w 1927.
Mona w 1898 została przekazana Stanom Zjednoczonym przez Hiszpanię. Amerykanie wznieśli na niej latarnię morską, działającą do 1976, gdy zastąpiono ją sygnalizacją automatyczną. Podczas obowiązywania prohibicji w Stanach Zjednoczonych wyspa służyła za bazę przemytnikom.